# NRCA Stadium
Le NCRA Stadium (Nationaal Rugby Centrum Amsterdam) est un stade de rugby à XV situé à Amsterdam, dans le complexe sportif de Eendracht à Amsterdam-Nieuw-West. Il accueille les rencontres internationales de l'équipe des Pays-Bas de rugby à XV, ainsi que des clubs locaux tels que ASRV Ascrum (nl) et AAC.

## Historique
Les plans pour la création d'un Nationaal Rugby Centrum Amsterdam (NRCA) ont été élaborés dans les années 1980 et 1990 par la Fédération néerlandaise de rugby à XV, en réponse à l'intérêt croissant pour le rugby à XV dans le pays. Les anciens bureaux de la fédération, situés à Bussum, étaient devenus inadaptés. Parmi les lieux envisagés pour ce centre national figuraient La Haye, Amersfoort et Amsterdam. Après de longues délibérations et quelques efforts de lobbying, le site du Sportpark de Eendracht est retenu.
Le complexe est achevé en 1997 et officiellement inauguré par Erica Terpstra, alors secrétaire d'État aux sports.[réf. nécessaire]

## Événements et utilisation
Outre l'équipe des Pays-Bas de rugby à XV, le complexe abrite les clubs de rugby à XV de l'ASRV Ascrum (nl) et de l'AAC.
Il est également le théâtre de plusieurs événements majeurs :
- La finale d'Ereklasse, le championnat des Pays-Bas de rugby à XV.
- Le tournoi international de rugby à sept Amsterdam Sevens, reconnu à l'échelle mondiale.
- L'étape néerlandaise de la série mondiale féminine de rugby à sept en 2012-2013.

Le stade joue un rôle clé dans la promotion du rugby aux Pays-Bas et continue d'accueillir des compétitions nationales et internationales majeures.

## Collaboration avec les Cheetahs et l'EPCR
Le stade accueille également des matchs des Cheetahs, une franchise sud-africaine évoluant en Challenge Cup sur invitation, une compétition organisée par l'European Professional Club Rugby. En effet, l'EPCR exige que les équipes invitées soient basées en Europe pour disputer leurs rencontres, contrairement aux équipes qualifiées par le biais d'un championnat.
Les Pays-Bas, et Amsterdam en particulier, ont été choisis en raison des bonnes relations établies entre les Cheetahs, la Fédération néerlandaise de rugby à XV et le NRCA Stadium. Le premier match des Cheetahs dans ce stade a lieu le 14 janvier 2024, à guichets fermés face à la Section paloise. En décembre 2024, les Cheetahs affrontent l'Union sportive Arlequins perpignanais.